# 巴道夫 (伊利諾伊州)
巴道夫（英語：Bardolph）是位於美國伊利諾伊州麥克多諾縣的一個村落。

## 地理
巴道夫的座標為40°29′43″N 90°33′48″W / 40.49528°N 90.56333°W，而該地最高點為海拔高度205米（即673英尺）。

## 人口
根據2010年美國人口普查的數據，巴道夫的面積為135.53平方千米，當中陸地面積為118.60平方千米，而水域面積為16.63平方千米。當地共有人口251人，而人口密度為每平方千米1人。